# Aedes nigrostriatus
Aedes nigrostriatus är en tvåvingeart som först beskrevs av Philip James Barraud 1927.  Aedes nigrostriatus ingår i släktet Aedes och familjen stickmyggor. Inga underarter finns listade i Catalogue of Life.